# Kartlow
Kartlow est un village faisant partie de la municipalité de Kruckow (arrondissement du Plateau des lacs mecklembourgeois) dans le Mecklembourg-Poméranie-Occidentale (Allemagne). Il comprend aussi les localités de Heydenhof, Unnode et Neu Kartlow.
Ce village est réputé pour son château néogothique, construit au milieu du XIXe siècle, le château de Kartlow.

## Histoire

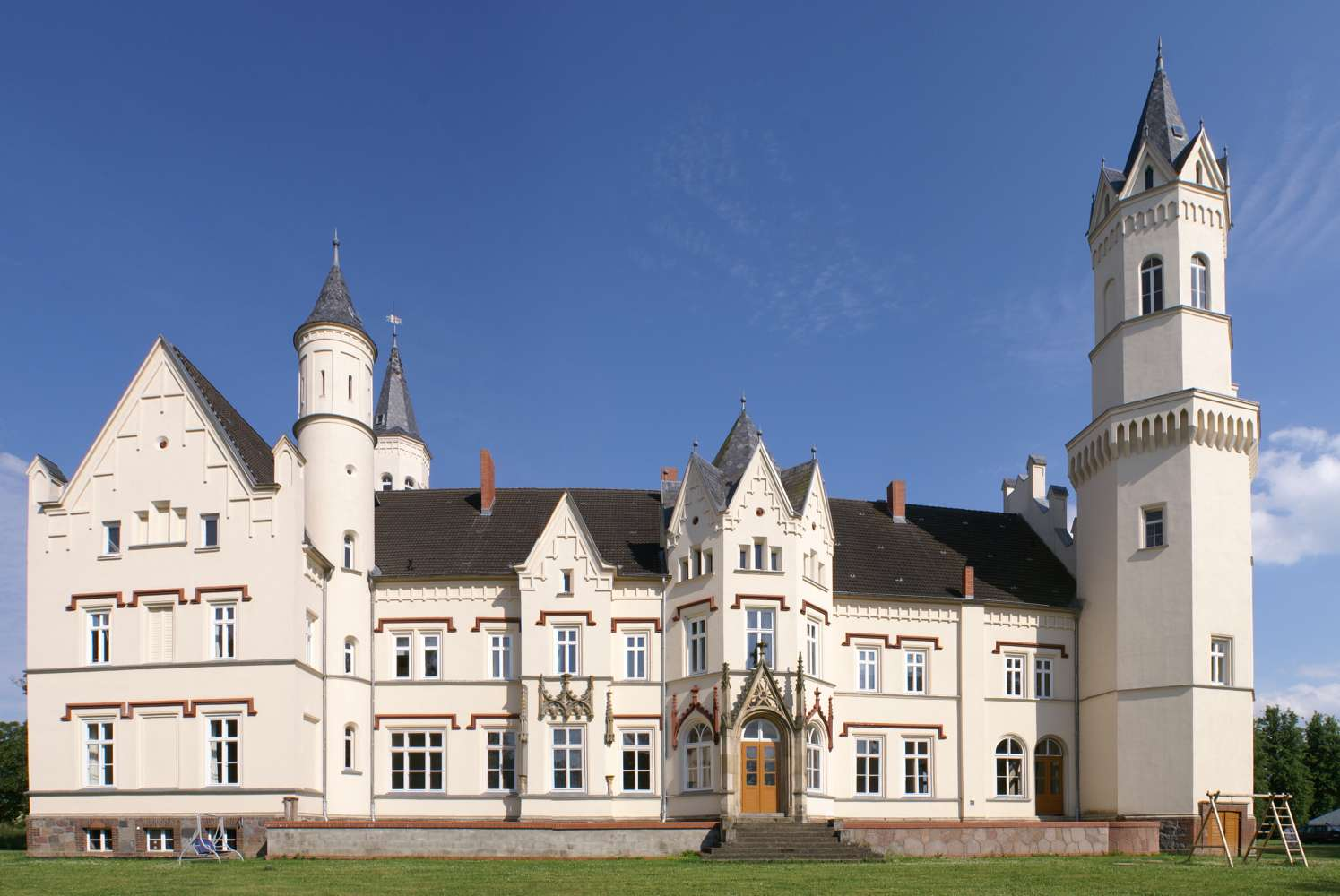
Vue du château de Kartlow